# 芒特普萊森特 (北卡羅萊納州)
芒特普萊森特（英語：Mount Pleasant）是一個位於美國北卡羅萊納州卡貝勒斯縣的城鎮。

## 人口
根據2020年美國人口普查的數據，芒特普萊森特的面積為9.31平方千米，皆為陸地。當地共有人口1671人，而人口密度為每平方千米179人。